# YAHHO!!
《YAHHO!!》는 일본의 여성 성우 겸 가수인 호리에 유이가 발매한 통산 11번째 싱글이다. 2009년 8월 26일 스타 차일드로부터 발매되었다.
싱글로는 처음으로 자신이 직접 작사와 작곡을 도맡은 앨범이다. 애니메이션 《카나메모》의 엔딩 곡인 YAHHO!!와 daisy의 2곡을 담고 있으며, 대표곡인 YAHHO!!의 경우 실제로 애니메이션의 엔딩 주제가로 사용하는 곡은 'YAHHO!! 카나메모Ver.'로 이 앨범에 실린 곡과는 백 코러스 부분에서 차이가 있다. 'YAHHO!! 카나메모Ver.'의 곡은 2009년 9월 9일 발매된 《카나메모 캐릭터송&사운드 트랙 앨범 카나메로》에 수록되었다.
에피소드로, 호리에 유이는 자신의 라디오 진행 프로그램인 '호리에 유이의 천사의 알'의 제360회 방송분(2009년 8월 23일)에서 타이틀명이 야후(Yahoo!)와 비슷해 오인당한 경우가 있다고 밝힌 적이 있었다.

## 수록곡
1. YAHHO!! (3:59)
작사, 작곡 - 호리에 유이 / 편곡 - 오오카와 시게노부
TV 애니메이션 카나메모 엔딩 테마곡
2. daisy (3:42)
작사 - 타다오 나츠미 / 작곡, 편곡 - AKIRASTAR
3. YAHHO!! (off Vocal Ver.)
4. daisy (off Vocal Ver.)